# 흑백 소동
흑백 소동(Amos & Andrew)은 미국에서 제작된 E. 막스 프라이어 감독의 1993년 영화이다. 니콜라스 케이지 등이 주연으로 출연하였고 게리 고츠먼 등이 제작에 참여하였다.

## 출연

### 주연
- 니콜라스 케이지
- 사무엘 L. 잭슨

### 조연
- 마이클 러너
- 마가렛 콜린
- 데브니 콜먼
- 브래드 듀리프
- 셸시 로스

## 제작진
- 공동제작: 잭 커밍스
- 공동제작: 마샬 퍼싱어
- 미술: 패트리시아 노리스
- 의상: 패트리시아 노리스
- 배역: 존 S. 라이온스